# Atilano Casado

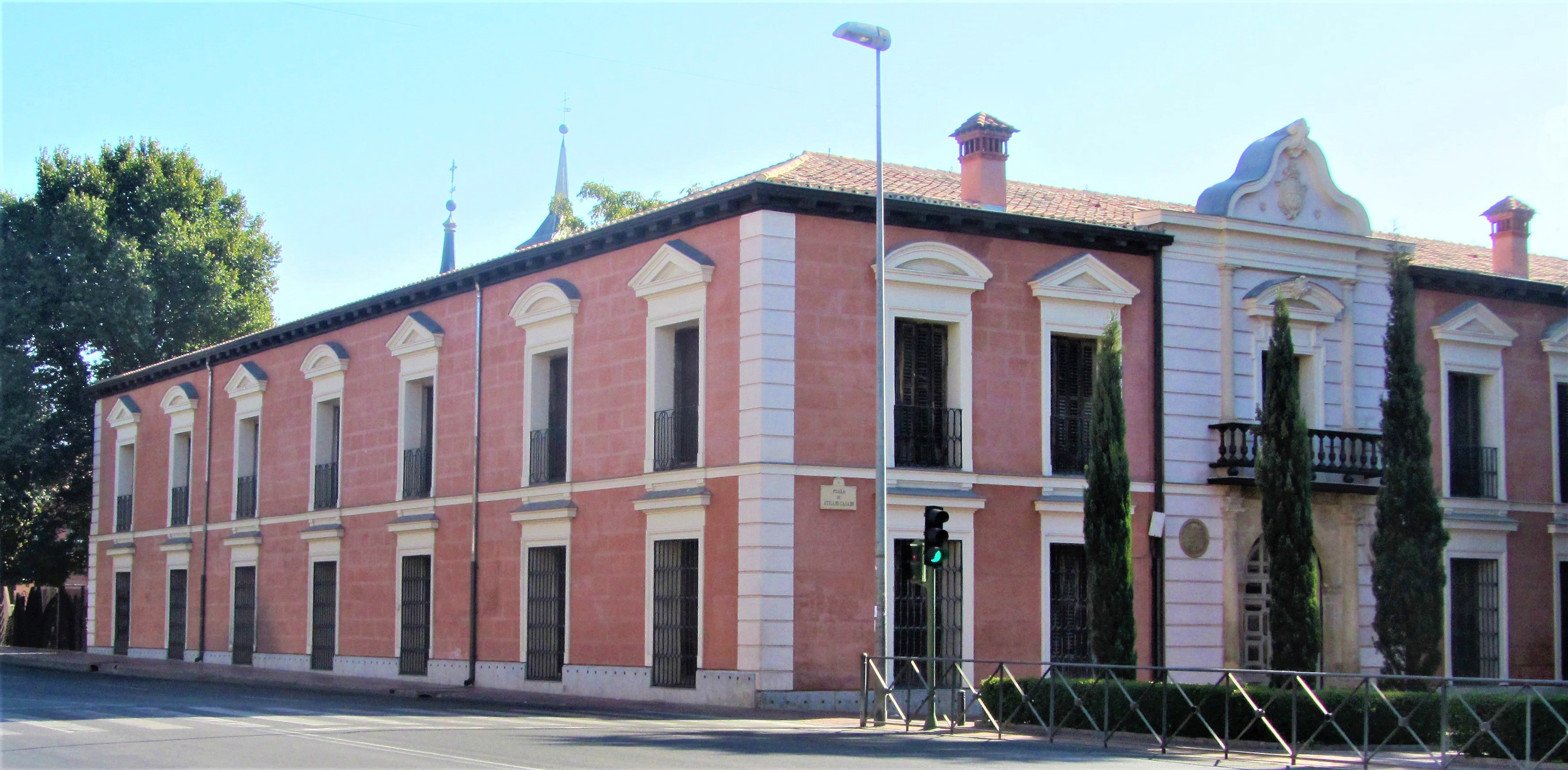
Palacio de los Casado, antiguo Hospital de San Lucas y San Nicolás, en Alcalá de Henares.

Miguel Atilano Casado y Moreno (Don Benito, 1877 - Alcalá de Henares, 5 de marzo de 1952) fue un político español, miembro del Partido Conservador.

## Biografía
Miguel Atilano Casado y Moreno nació en Don Benito, provincia de Badajoz, en 1877, hijo de María Magdalena Moreno y Molina (1844 - Alcalá de Henares, 05/11/1917). Tuvo dos hermanos: Amparo y Juan José. Se licenció en Derecho por la Universidad Central en 1898, iniciando el ejercicio de la abogacía en Alcalá de Henares. En esa ciudad se casó con Antonia Moreno Azaña (nieta del abogado Quintín Azaña Rajas y prima hermana del político Manuel Azaña Díaz) heredera de una considerable fortuna; con la que tuvo dos hijos: Julio Atilano (nacido en 1904, fue abogado y teniente jurídico militar, que murió soltero el 17/07/1945, siendo teniente alcalde del Ayuntamiento de Alcalá de Henares) y José (también abogado, fiscal y juez) que a su vez tuvo tres hijos: José, Eduardo y Miguel.
Participó activamente en política en la época de la Restauración borbónica y estuvo afiliado al Partido Conservador fundado por Cánovas del Castillo. Con el gobierno de Eduardo Dato fue nombrado gobernador civil de Zamora. Resultó elegido como diputado del Congreso de los Diputados en representación de Alcalá de Henares (Madrid) en las elecciones celebradas el 8 de marzo de 1914, y en las del 19 de diciembre de 1920.
Tuvo una destacada participación en la vida social y cultural complutense. Fue presidente de la Sociedad de Condueños (1909-1910) y del Círculo de Contribuyentes, miembro de la Sociedad de Labradores y prioste honorario del cabildo de caballeros del Hospital de Antezana. Fue decano del Colegio de Abogados de Alcalá de Henares (1930-1933) y durante su mandato se incorporó la primera mujer abogada Clara Campoamor a esa institución.
Además tuvo notables aportaciones a la ciudad alcalaína. Promovió la fundación de la "Escuela de Aviación", luego convertida en Aeródromo Barberán y Collar (actualmente es el campus externo de la Universidad de Alcalá), la instalación del servicio urbano de teléfonos y la fundación de la "Estación Agrícola de Caño Gordo". También consiguió la declaración de Monumento Histórico-Artístico para la fachada principal y primera crujía del Colegio Mayor de San Ildefonso y su primera restauración importante, desarrollada por la Escuela Técnica Superior de Arquitectura de Madrid, con fondos aportados por el Congreso de los Diputados. Falleció en Alcalá de Henares, el 5 de marzo de 1952.

## Distinciones
- En 1923 fue galardonado con la Gran Cruz del Mérito Militar siendo ministro de la Guerra Niceto Alcalá-Zamora.
- En Alcalá de Henares tiene dedicada una céntrica plaza, en la que se encuentra el edificio conocido como "Palacio de los Casado", antiguo Hospital de San Lucas y San Nicolás, actualmente de propiedad municipal.[9]